# 十四世达赖喇嘛坐床典礼

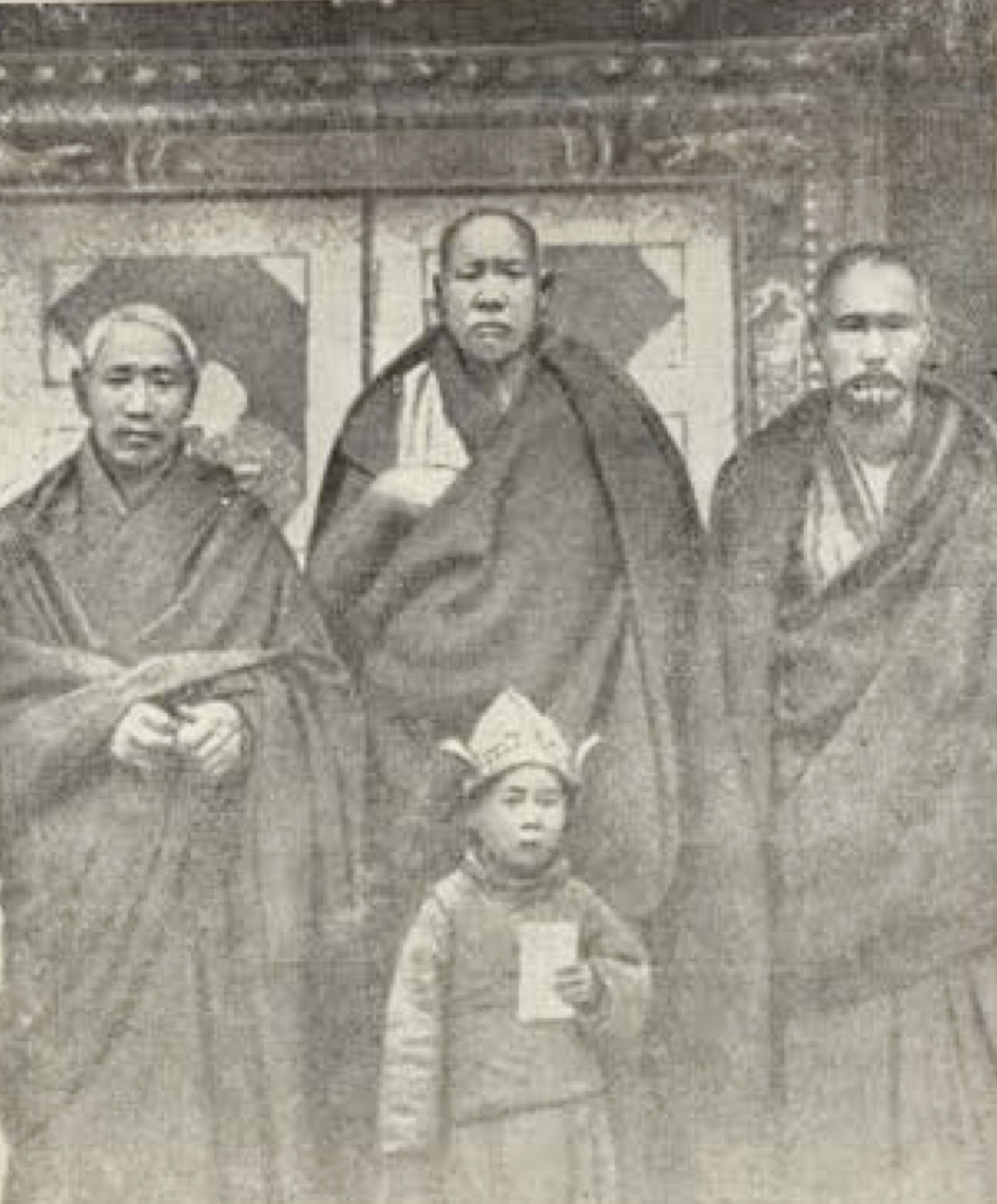
1940年《西藏鏡報》以坐床典禮當封面。

十四世达赖喇嘛坐床典礼，是西藏第十四世达赖喇嘛丹增嘉措的坐床典礼，於1940年2月22日开始。中國、尼泊爾、不丹等國代表於22日獻禮，札什倫布寺、英屬印度、錫金代表於次日献礼。

## 背景
1933年12月，十三世达赖喇嘛圆寂。次年1月，五世热振活佛出任摄政，总管西藏政教事务。1936年11月，格乌仓活佛率寻访团从拉萨出发，1937年5月到达青海塔尔寺。1938年春，寻访团秘密测试了拉木登珠（又译“拉莫顿珠”），认为测试结果准确无误，拉木登珠就是第十四世达赖喇嘛。西藏政府得知后，决定秘密迎回拉木登珠。国民政府迅速做出反应，蒙藏委员会认为，达赖喇嘛转世经过必须呈报中国政府，办理各项手续。时任青海省政府主席马步芳奉命留滞寻访团。西藏政府向青海省政府解释，并未确定拉木登珠为第十四世达赖喇嘛，将在三位灵童中由金瓶掣签选定。1938年12月28日，国民政府正式下令：“特派蒙藏委员会委员长吴忠信会同热振呼图克图主持第十四辈达赖喇嘛转世事宜。”1939年1月27日，热振活佛回電表示接受。
8月23日，寻访团脱离马步芳控制后，热振召开全藏僧侣大会，提出拉木登珠即为第十四世达赖喇嘛。:5209月24日，再次召开全藏僧侣大会，决定拉木登珠确为第十四世达赖。此后又第三次召开全藏僧侣大会，全藏僧侣大会“一致决议公秉，同意此项认定”，定拉木登珠为第十四世达赖。由热振担任灵童正经师。11月24日，拉木登珠剃发、赠号、受戒。次日，蒙藏委員會駐藏辦事處處長孔慶宗一行抵達拉薩。:253孔庆宗原定于11月23日到达拉萨，却于25日到达。他解释说：“在委座未到藏前，不致因此有表示态度之嫌，亦觉适宜也。”:516
1940年1月15日，吴忠信率代表团抵达拉萨。噶厦政府举行了隆重的欢迎典礼。:5161月26日，热振活佛向吴忠信正式呈递公文：“因群众情投意合，不须掣瓶，照例剃发受戒，业已呈报中央在案。兹遵乃冲大神所示，庚辰年（即1940年）坐床为吉，谨诹定正月十四日举行坐床典礼。其应如何转中央之处，即请代达为荷。特此，尚希鉴核。”1月31日，吴忠信看视拉木登珠，随后致电行政院，请国民政府颁布命令，定拉木登珠为第十四世达赖。2月5日，国民政府正式颁发命令：“青海灵童拉木登珠，慧性湛深，灵异特著，查系第十三辈达赖喇嘛转世，应即免予抽签，特准继任为第十四辈达赖喇嘛。此令。”
2月13日，達賴喇嘛在羅布林卡接見英國駐拉薩使團，團長诺布顿珠代表進行第二道奉茶儀式，團員獻上禮物。接見結束後，達賴喇嘛很快就踏著剛收到的兒童腳踏式汽車在會客廳玩。

## 國府補助經費
馬步芳以拉木登珠為質，前後勒索共40萬塊袁大头。青海大茶商馬輔臣代為墊付其中32萬9千元，馬輔臣到達拉薩後，噶廈折算為印度盧比歸還。國民政府以補助靈童坐床經費之名義償付藏方40萬元，西藏駐京代表格敦恪典領取後因霍亂病逝，錢仍留在西藏駐京辦事處。1943年6月4日，西康省政府秘書長張為炯電詢噶廈，布西白馬自稱受噶廈的委託，要領取40萬元購茶費，是否可以交給他？此後噶廈是否領到此款不明。

## 经过

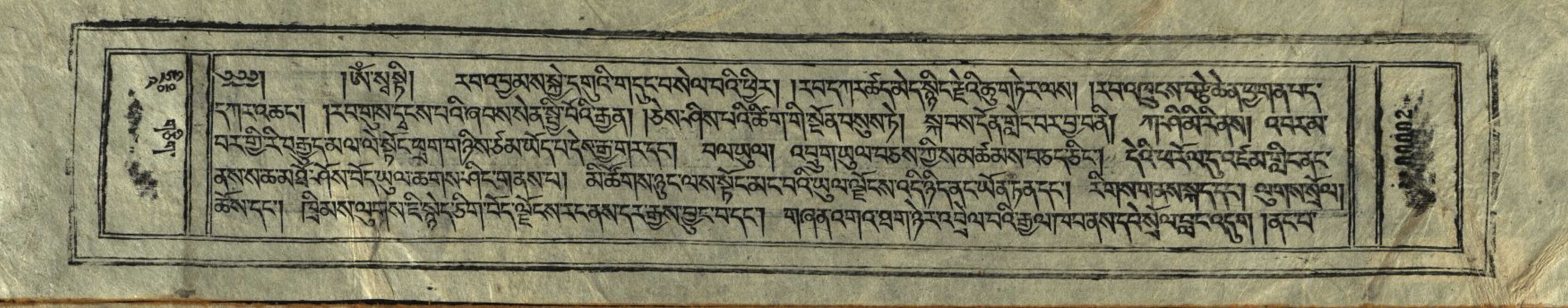
《十四世達賴喇嘛的尋找、認定和坐床》藏譯本正文第一頁

记录坐床典礼的第一手文獻有英國駐錫金政務官巴茲爾·古德著《Report on the Discovery, Recognition and Installation of the Fourteenth Dalai Lama》（《十四世達賴喇嘛的尋找、認定和坐床》）及經過噶廈政府校對的藏譯本、西藏噶廈孜本夏格巴·旺秋德丹著《藏區政治史》、吴忠信著《西藏紀要》与日记、吴忠信入藏秘書朱少逸著《拉薩見聞記》等。中央電影攝影場派导演徐苏灵和摄影师陈嘉谟隨吴忠信入藏，拍攝的纪录片《西藏巡礼》中有坐床典礼的过程，但是北京电视台拍攝的大型系列纪录片《西藏》中採用的《西藏巡礼》片段不包括坐床典礼。
国民政府代表於2月21日晚堅持次日獻禮要排在前面。根據西藏習俗，越重要的人越晚到，達賴喇嘛接見會將要人排在晚一點，因此懂得習俗的尼泊爾、不丹代表並不爭先。
1940年2月22日，坐床典礼在拉萨开始，達賴喇嘛的家人靠北牆面南而坐，坐位在達賴左方，與他同一排；吴忠信代表国民政府参加，按照清朝旧例坐达赖左方，背對達賴喇嘛的家人面南。:2790達賴喇嘛入場陞座時，由噶倫赤巴丹巴絳央及基巧堪布（总堪布）阿旺丹增牽其手，落坐時由基巧堪布抱著。出席的夏格巴·旺秋德丹表示，坐床時吴忠信沒有靠近達賴。中国《蒙藏委员会为庆祝十四世达赖喇嘛坐床典礼请发行特刊致各报社笺函并拟送特刊文稿》則說：「由吴委员长照料坐床」。《拉薩見聞記》記載，坐床後一堪布以尖頂黃緞僧帽戴到達賴頭上，熱振率各活佛、司倫、噶倫先獻哈達，然後吴忠信獻哈達。辯經、舞蹈結束後，尼泊爾、不丹的代表獻禮。這一獻哈達順序與夏格巴、古德所說相同。但是吳忠信日記記載獻哈達的順序，說自己在熱振、各活佛之後，司倫、噶倫之前。
次日，札什倫布寺的堪布與代表獻禮，接受達賴喇嘛摩頂祝福，然後駐錫金政務官巴茲爾·古德代表英國與印度，率英國駐拉薩使團獻哈達，奉上禮物，達賴喇嘛雙手摩古德頭祝福。其次錫金王國卻嘉的代表獻禮。同樣進行了奉茶、辯經、舞蹈。相同的儀式進行了8天，只是獻禮的人不同。吴忠信带去丰厚礼物，对西藏六品以上官员三百多人俱有馈赠。噶厦政府回赠国民政府各政要礼物超过三十箱，其中十箱送給蔣中正。古德原准备赠送两头大象等礼物。后噶厦政府以十四世达赖喇嘛名义送英印总督礼物五箱。:527-528古德赠送的兩對虎皮鸚鵡為了照顧繁殖，當天沒有呈送，兩天後達賴喇嘛四次遣使催送，使團派人送去，達賴喇嘛詢問鳥食及如何照顧。使者看到使團送的金錶、夜鶯報時金鐘以及音樂盒放在達賴喇嘛的桌上，據說他很喜歡。
1940年3月7日，热振活佛致电国民政府：“此間關于第十四辈达赖喇嘛坐床典礼，于国曆二月廿二日即藏曆正月十四日在布达拉大殿舉行。是日蒙藏委员会吴委员长忠信率属亲临主持，甚称吉庆。⋯⋯凡此遐邇之欢腾，悉出鈞座之所賜。又国曆廿六日吴委员长代表中央致送达赖喇嘛珍贵礼品多件，隆仪稠叠，尤纫德意。谨电呈谢，敬祈睿查。”
在坐床典禮結束後，吳忠信自認為此行體現國府對藏主權。但是在稍後與噶廈商討如何恢復中藏關係時，熱振說：「客氣點說，西藏係自治，坦白說西藏是獨立國。」噶廈回覆：西藏「雖蒙中央為漢藏施主之誼」，但邊界官員破壞和平，請歸還侵奪的藏土。

## 争议
第十四世达赖喇嘛丹增嘉措表示：“眾所周知，我是由西藏摄政和民眾大会，按照圣者、护法的预言，以及拉姆拉措湖的兆象等寻访、认证的，当时没有中方的任何干涉。儘管如此，中华人民共和国的有关官员，在媒体散播谣言，谎称‘免予’达赖喇嘛金瓶掣签的程序，并派遣吴忠信主持我的坐床大典等。”《西藏政治史》說，吳忠信出席坐床儀式，與其它國家的代表相比，並沒有更多的意義。英國駐拉薩使團團長黎吉生在給英印政府的報告中說，西藏政府隻字不提呈請中國政府批准，顯示西藏政府在此重大事務上宣示獨立性。蒙藏委員會諮議張威白（當時在拉萨暂行代理国民政府驻藏事务）在給政府的報告中分析，避免金瓶掣籤是附帶問題。:251梅爾文·戈爾茨坦表示，根據當時汉藏關係，西藏政府未经掣签而定下第十四世达赖喇嘛，“显然，这样做是为了防止前往拉萨参加坐床典礼的国民政府官员入藏之后要求必须参与达赖喇嘛转世灵童的认定”。周伟洲认为，“并非完全如此”，这是热振活佛为了“显示和保住自己在寻访青海灵童的功绩”，排斥另一位灵童。:82张皓引用观点认为热振的目的是“使在野失势者无另拥灵儿、攫取政权之野心。其外，应付英方，及避免中枢大员监视掣签，不过是附带问题”。:520
根據藏族傳統，坐床典禮並沒有主持者。《西藏历史地位辨》认为，据粗略统计，国民政府与西藏噶厦政府往来电文中“主持”一词出现达38次，以热振、噶伦、功德林活佛和第十四世达赖本人名义发出的电文，都认可是吴忠信主持坐床。当时的“主持”一词，近似“主要负责”、“主要办理”之义。从实质看，吴忠信为坐床花费了许多心血，做了大量工作，可以说是主持。中华人民共和国国务院新闻办公室发布的白皮书稱，当时的中华民国国民政府派蒙藏委员会委员长吴忠信入藏主持十四世达赖喇嘛的认定与坐床。第十四世達賴喇嘛則否認吴忠信參與認證或主持。朱麗雙認為，因為國民政府沒有實力決定轉世人選，因此修飾文字來彰顯主權。
西藏檔案文獻圖書館、古德與梅爾文·戈爾茨坦认为古德獻禮是坐床典礼的一部份。英國駐錫金政務官查尔斯·阿尔弗雷德·贝尔表示：“坐床典礼反复进行了数次”，中国方面则认为达赖喇嘛坐床典礼就是1940年2月22日的典礼。1940年3月8日，古德向英国政府汇报。3月11日，英国政府询问古德：“你是否曾希望应邀参加2月22日的典礼？”古德回电称：“2月22日的坐床典礼并不比2月23日的送礼仪式有何重要，宗教含义也是如此。我们不参加坐床典礼，影响并不重要。”英国政府后来在一份文件中称：“古德代表陛下政府和印度政府，同中国、尼泊尔和不丹的代表一道参加了新达赖喇嘛的坐床大典。”:526

## 引用
1. 1 2 3 4 5 6  张皓. . 北京: 九州出版社. 2016. ISBN 978-7-5108-4230-6.
2. 1 2  朱麗雙. . 香港沙田: 中文大學出版社. 2016年8月5日. ISBN 978-9629967116.
3. 1 2  周伟洲. . 中国边疆史地研究. 2007, 17 (2): 第77-89,149頁  [2022-09-13]. （原始内容存档于2022-09-20）.
4. ↑  夏军. . 中国第二历史档案馆.   [2019-03-15]. （原始内容存档于2022-06-01）.
5. ↑  戈爾茨坦（1989年），第328页
6. ↑  古德（1941年），第79-80页
7. ↑  . 風傳媒. 2022年7月10日  [2022年9月15日]. （原始内容存档于2022年9月15日）.
8. ↑  國民政府. "蒙藏委員會委員長吳忠信電軍事委員會委員長蔣中正為藏方尋訪靈兒用款四十餘萬元請由中央償發歸墊防英方勢力介入" [文件]. 達賴轉世（二）, ID: 001-059250-00002-004. 國史館. 1939-10-16.
9. ↑  古德（1941年）
10. ↑  古德 & 噶廈校對
11. ↑  Ulrike Roesler.  (PDF). Jeannine Bischoff  (编). . Lumbini International Research Institute. 2020: 第11–14頁  [2022-09-15]. ISBN 9789937061100. （原始内容存档 (PDF)于2022-09-15）. 简明摘要.
12. ↑  B. J. Gould. . Chatto & Windus. 1957: 第240頁.
13. ↑  吴忠信. . 邊疆叢書. 台北: 中央文物供應社.  [民國42年]. OCLC 1338339735.
14. ↑  黄慕松; 吴忠信. . 中囯第二历史档案馆; 中囯藏学硏究中心  (编). . 北京: 中囯藏学出版社. 1993年4月. ISBN 9787800570902.
15. ↑  .   [2022-09-18]. （原始内容存档于2021-05-05）.，. 民國歷史文化學社. （原始内容存档于2021-05-05）.
16. ↑  朱少逸（1947年）
17. ↑  . 中华读书报.   [2022-09-15]. （原始内容存档于2022-09-20） –中国西藏网.
18. ↑  喜饶尼玛. . 中国西藏网. 2019-04-22  [2024-10-03]. （原始内容存档于2024-11-27）.
19. ↑  . 新华网.
20. ↑  . CCTV.   [2024-10-03]. （原始内容存档于2024-10-07）.
21. ↑  Harris, Clare; Shakya, Tsering. . Serindia Publications. 2003年9月20日: 47 –Google Books.
22. ↑  古德（1941年），第91页
23. ↑  古德（1941年），第88页
24. ↑  朱少逸（1947年），第78-79页
25. 1 2   第6册. 中国藏学研究中心. 1994年. ISBN 9787800571817.
26. ↑  郑堆; 周炜; 李德成 (编).  第1辑 上册. 中國藏學出版社. 2015-11: 第352页. ISBN 9787802538344.
27. ↑  Shakabpa, Tsepon Wangchuck Deden. . BRILL: 第889頁. 2009年10月23日 –Google Books.
28. ↑  古德（1941年），第89页
29. 1 2  周偉洲. . 中國邊疆史地研究. 2011年, 17巻 (2期)  [2022-09-15]. （原始内容存档于2022-09-15） –中国西藏网.
30. ↑  朱少逸（1947年），第80页
31. ↑  古德（1941年），第90页
32. ↑  周偉洲. . 中國邊疆史地研究. 2011年, 17巻 (2期)  [2022-09-15]. （原始内容存档于2021-09-23） –中国西藏网.
33. ↑  古德（1941年），第92-96页
34. 1 2  戈爾茨坦（1989年），第325页
35. ↑  國民政府. "蒙藏委員會呈軍事委員會委員長蔣中正為委員長吳忠信由藏回渝西藏政府及熱振托帶致送委員長禮品及謝函" [文件]. 達賴轉世（二）, ID: 001-059250-00002-012. 國史館. 1940-06-30.
36. ↑  古德（1941年），第79,98-99页
37. ↑  國民政府. "蒙藏委員會委員長吳忠信電軍事委員會委員長蔣中正為呈十四輩達賴坐床典禮情況及熱振呼圖克圖感謝蔣中正賜贈禮品" [文件]. 達賴轉世（二）, ID: 001-059250-00002-011. 國史館. 1940-02-23.
38. ↑  
喜饶尼玛; 苏发祥 (编). . 北京: 中央民族大学出版社. 2006年: 第5頁. ISBN 9787811081633.
39. ↑  簡金生.  (PDF) (博士论文). 國立臺灣師範大學歷史學系: 87–88. 2014年1月  [2024-05-20]. （原始内容存档 (PDF)于2020-11-08）.
40. 1 2  . 第十四世達賴喇嘛官方國際華文網站. 2011-09-24  [2022-09-13]. （原始内容存档于2013-02-08）.
41. ↑  W. D. Shakabpa. . Yale University Press. 1967年: 第286頁. ISBN 978-0-9611474-1-9. The Chinese claim that Wu chung-hsin was sent to Tibet to ofhiate at the installation of the Dalai Lama, but in reality, Wu Chung-hsin's presence at the ceremony was of no greater significance than the presence of the representatives from the other countries.
42. ↑  戈爾茨坦（1989年），第324页
43. 1 2  朱麗雙.  (PDF). 中央研究院近代史研究所集刊 (中央研究院近代史研究所). 2008年6月, (第六十期): 第90頁 [民國97年6月]  [2022-09-15]. （原始内容存档 (PDF)于2022-09-15）. 简明摘要.
44. ↑  （美）戈尔斯坦（Goldstein，Melvyn C.）. . 由杜永彬翻译. 北京: 时事出版社. 1994: 第334頁. ISBN 7-80009-219-4.
45. ↑  戈爾茨坦（1989年），第328-329页
46. ↑  朱瑞. . 藏人行政中央. 2012年9月10日  [2022-09-15]. （原始内容存档于2022-09-15）.
47. ↑  朱瑞. . 藏人行政中央. 2015年4月20日  [2022年9月20日]. （原始内容存档于2022年1月19日）.
48. ↑  王家伟; 尼玛坚赞. . 五洲传播出版社. 1997年: 第133頁. ISBN 978-7-80113-303-8.
49. ↑  王贵，喜饶尼玛，唐家卫. . 北京: 民族出版社. 1995: 328. ISBN 7-105-02457-7.
50. ↑  . 中华人民共和国国务院新闻办公室.   [2022-09-15]. （原始内容存档于2022-09-15）.
51. ↑  . 中国政府网.   [2022-09-15]. （原始内容存档于2022-09-15）.
52. ↑  . 西藏在线.   [2022-09-15]. （原始内容存档于2016-04-05）. 28年国民政府派蒙藏委员会委员长吴忠信入藏主持十三世达赖喇嘛转世灵童的认定与坐床。
53. ↑  古德（1941年），PDF第6,101頁
54. ↑  Charles Alfred Bell. . London: Wisdom. 1987年: 第454頁 [1946年]. ISBN 9780861710553.
55. 1 2  古德 & 蘭姆（2003年），第572頁，註2

## 外部連結
- 照片：
  - . 時代雜誌. 美聯社.   [2022-09-17]. （原始内容存档于2023-02-28）.
  - 達賴喇嘛坐床 （页面存档备份，存于）。第十四世達賴喇嘛官方網站
  - 重慶各界祝達賴十四世坐床大會 （页面存档备份，存于）。中華民國文化部
- 《曼徹斯特衛報》1940年2月23日的坐床典禮新聞 （页面存档备份，存于）
- 蒙藏委員會委員長吳忠信電軍事委員會委員長蔣中正為呈十四輩達賴坐床典禮情況. 國史館